# Autoritratto (van Dyck 1622-23)
Attorno al 1620, van Dyck dipinse tre autoritratti, uno conservato a New York, uno a Monaco e questo a San Pietroburgo. In questo autoritratto van Dyck si mostra tranquillo e ancora una volta sicuro di sé. Indossa un abito di seta nera e mette in risalto la mano, bianca e affusolata, guardando l'osservatore dritto negli occhi. 
Diversi elementi ci permettono di collocare l'esecuzione di questo dipinto nel periodo di soggiorno romano dell'artista, quando aveva all'incirca ventiquattro anni: la presenza di una colonna spezzata, simbolo dell'antichità greco-romana e la somiglianza evidente con un ritratto di Raffaello, che all'epoca si riteneva fosse un autoritratto dell'autore e che van Dyck riportò nel suo Taccuino italiano.